# 道場寺 (練馬区)
道場寺（どうじょうじ）は、東京都練馬区石神井台にある曹洞宗の寺院。

## 概要
1372年（応安5年）、豊島輝時の開基である。豊島氏の菩提寺として創建されたという。当初は臨済宗の寺院であったが、1601年（慶長6年）に曹洞宗に転宗した。
当寺には「北条氏康印判状」を所蔵している。内容は当寺に対して租税等を課さないと確約した保証書である。

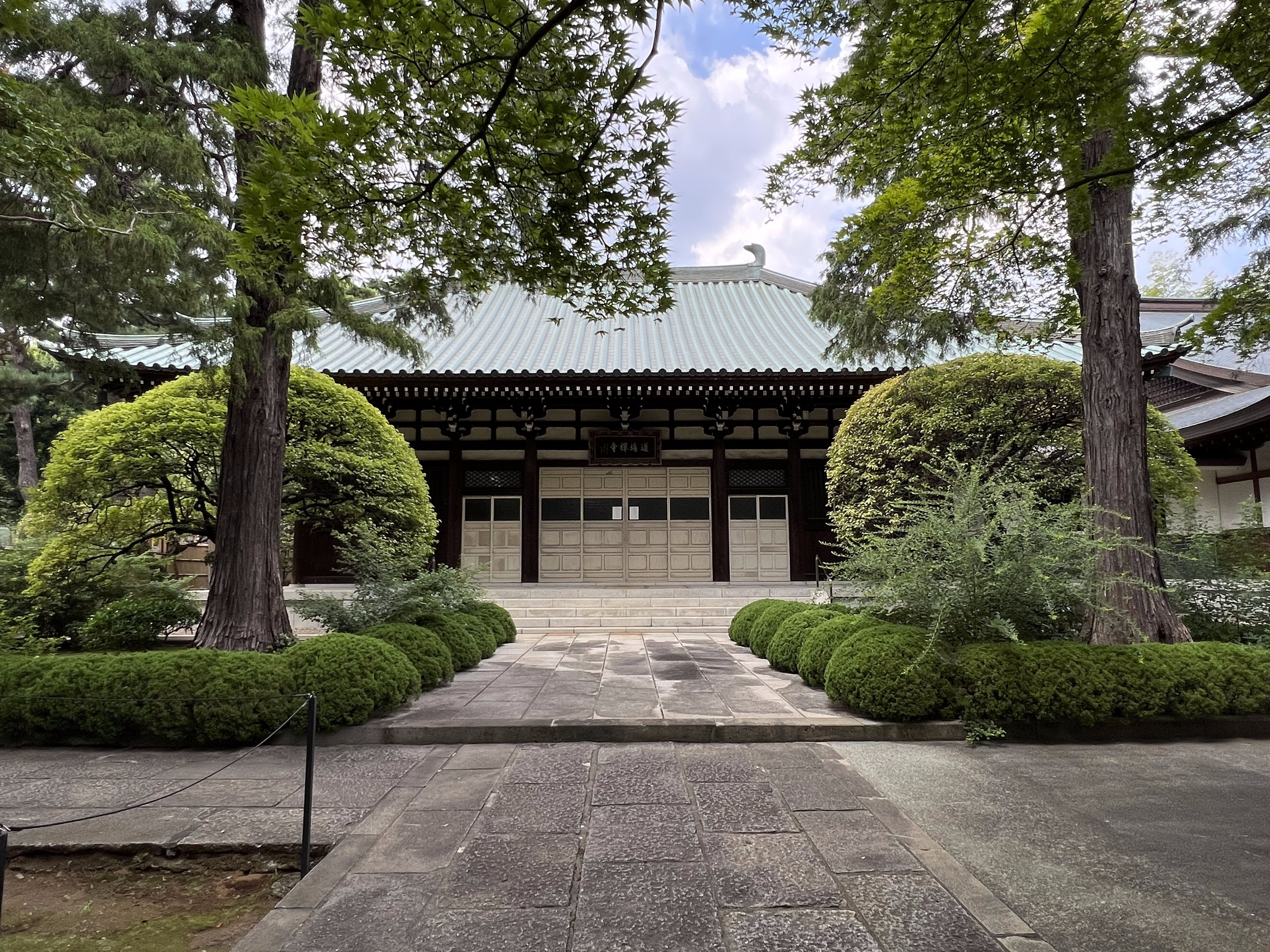
本堂

## 墓所
- 柴田常恵（考古学者）

## 交通アクセス
- 石神井公園駅より徒歩17分。

周辺
- （龜頂山密乘院）三寳寺、正覚院
- 石神井氷川神社
- 石神井公園、石神井池
- 開妙山釈迦本寺
- 照光山禅定院
- 雲照山吉祥院十善戒寺
- 照久山順正寺